# Áclis (mitologia)
Áclis (em grego 'Ἀχλύς') é o espírito do nevoeiro da morte e a personificação da tristeza e miséria. É muitas das vezes descrita como uma mulher, ou uma velha. Pouco se sabe sobre Áclis, exceto que ela pode ter sido criada antes do Caos, mas em alguns mitos dizem que Caos é seu pai e em outros contam que ela não pode ser equiparada a uma deusa menor, pois veio antes mesmos dos Titãs. A deusa já era velha antes mesmo de Gaia ter acordado pela primeira vez, pois a miséria é eterna. Possivelmente é a filha dos mais velhos, do Caos e da Noite. É o Protogenoi (Deus Primordial) da miséria e veneno e é a guardiã da névoa da morte, residente e domiciliada. Entre suas habilidades a que é comum nos contos é a de que ela pode aparecer nos sonhos das pessoas, sendo assim um, prelúdio para o caos, aquele que sonhar com Áclis, virará um pobre coitado.

## Aparência
Áclis parece uma vítima da fome, lendas contam seu ilustre nariz gotejante, bochechas ensanguentadas e vermelhas que pingam sangue em seu enorme vestido esfarrapado, cabelos grisalhos emaranhados e grandes quantidades de poeira cobrindo seu corpo magro, enormes unhas cumpridas e sujas. 

## Habilidades
Presumivelmente tem os poderes de uma deusa, mas infinitamente maiores, já que é uma Primordial e assim como a deusa dos venenos, tem Toxiquinesia, ou seja, tem controle absoluto e autoridade divina sobre todo e qualquer veneno e óbvio o controle sobre a Névoa da Morte. 

## Trivialidades
Alguns mitos listam Áclis como uma possível filha de Nyx, mas sendo uma das Keres, mas não é incomum listarem-na como uma das filhas de Hades. Isso espelha como alguns mitos criacionistas gregos chamam de Caos o estado antes do tempo começar e um deus, enquanto outros proclamam que foi Chronos ou Áclis quem criou o Caos ou existiu antes dele, mas infelizmente é um Deus menor que não possui muitas fontes e histórias para comprovarmos a nascença do mito.